# Dioscore
Dioscore là một chi bướm đêm thuộc họ Geometridae.